# Olszewo (Białoruś)
Olszewo (biał. Альшэва, Alszewa; ros. Ольшево, Olszewo) – wieś na Białorusi, w obwodzie brzeskim, w rejonie bereskim, w sielsowiecie Piaski, pomiędzy Białoozierskiem a Jeziorem Czarnym, przy drodze republikańskiej R136.
Współcześnie w skład wsi wchodzi także dawny folwark Cześniki.

## Historia
W XIX i w początkach XX w. uroczysko położone w Rosji, w guberni grodzieńskiej, w powiecie słonimskim, w gminie Piaski.
W dwudziestoleciu międzywojennym kolonia Olszewo i folwark Cześniki leżały w Polsce, w województwie poleskim, w powiecie kosowskim/iwacewickim,  w gminie Piaski. W 1921 Olszewo liczyło 41 mieszkańców, zamieszkałych w 6 budynkach, w tym 36 Polaków i 5 Rosjan. 31 mieszkańców było wyznania mojżeszowego i 10 prawosławnego. Cześniki liczyły zaś 79 mieszkańców, zamieszkałych w 4 budynkach, w tym 63 Białorusinów, 9 Polaków i 7 Żydów. 68 mieszkańców było wyznania prawosławnego, 7 mojżeszowego i 4 rzymskokatolickiego.
Po II wojnie światowej w granicach Związku Sowieckiego. Od 1991 w niepodległej Białorusi.

## Kościół
W 1809 wybudowano tu kościół katolicki pw. św. Wojciecha, w którym pochowano m.in. Franciszka Ksawerego Druckiego Lubeckiego. Po powstaniu styczniowym został zamieniony na cerkiew prawosławną. Zburzony po 1939, do czasów współczesnych zachowały się ruiny.